# Gutków (Łódź)
Pour les articles homonymes, voir Gutków.
Gutków est une localité polonaise de la gmina de Będków, située dans le powiat de Tomaszów Mazowiecki en voïvodie de Łódź.